# Mikołaj Skrzetuski

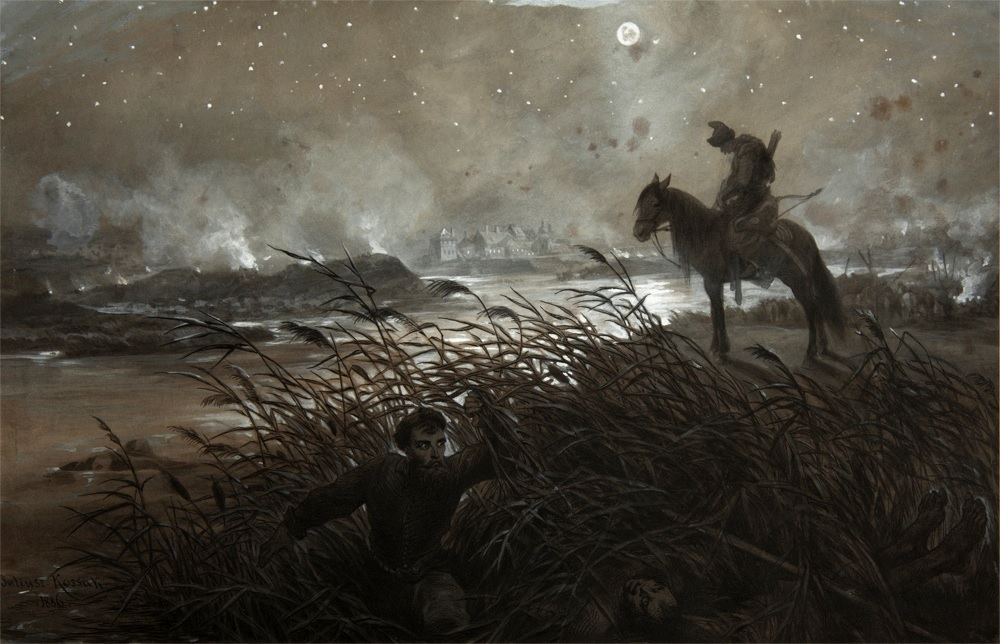

Mikołaj Skrzetuski, erbu Jestřabec (asi 1610-1673), byl polský šlechtic, předobraz literární postavy Jana Skrzetuského z románu Ohněm a mečem spisovatele Henryka Sienkiewicze.

## Život
Pocházel z chudého rodu nižší šlechty z Rożnowa u Poznaně ve Velkopolsku. Po smrti svého otce se připojil k bojům proti kozáckým povstalcům, vedeným Bohdanem Chmelnickým. Byl příslušníkem těžké jizdy pod vedením rotmistra Marka Gdeszyńskieho. Roku 1649 se mu podařilo uniknout z pevnosti Zbaraž, kterou obléhal Chmelnický s kozáky a Tatary a podat o fatální situaci obránců pevnosti zprávu králi. Účastnil se rovněž bojů s ruským carstvím a Tatary, postupně pod velením Stefana Czarnieckieho a Jana Sobieského.
Roku 1663 se Mikołaj dopustil mnoha drancování, přesto byl v roce 1664 povýšen do hodnosti plukovníka. Roku 1667 se pokusil násilím donutit k sňatku šlechtičnu Zofii Zawadzkou. Na konci svého života čelil několika obviněním. za některé přečiny byl i odsouzen, trestu však nikdy nedošel.
Po smrti byl pohřben v klášterním kostele bosých karmelitánů v Poznani.

## Ohlas v literatuře
Spisovatel Henryk Sienkiewicz použil Mikołaje Skrzetuského jako předlohu pro jednoho z hrdinů svého románu Ohněm a mečem, kterého přejmenoval na Jana Skrzetuského. Z Mikołajova života převzal pouze událost jeho útěku ze Zbaraže, jinak svého románového hrdinu značně zidealizoval a vylíčil jako vzor čestného rytíře.